# Sonate K. 414
La sonate K. 414 (F.360/L.310) en ré majeur est une œuvre pour clavier du compositeur italien Domenico Scarlatti.

## Présentation
La sonate K. 414 est la première d'un couple en ré majeur, notée Allegro, suivie par une sonate au titre de Pastorale. L'ouverture est présentée dans le style archaïque de toccata (qui partage certains aspects avec la sonate K. 113), mais ne laisse rien prévoir du développement étonnant du rythme de saetas, dont l'harmonie est chargée d'acciaccatures. À la double barre, Scarlatti réserve une autre surprise : un changement de tonalité,. La seconde section commence par des arpèges de guitare sur la dominante du si mineur, suivis d'une progression typique de la Renaissance, centrée sur le do majeur.

## Manuscrits
Le manuscrit principal est le numéro 27 du volume IX (Ms. 9780) de Venise (1754), copié pour Maria Barbara ; l'autre est Parme X 3 (Ms. A. G. 31415).

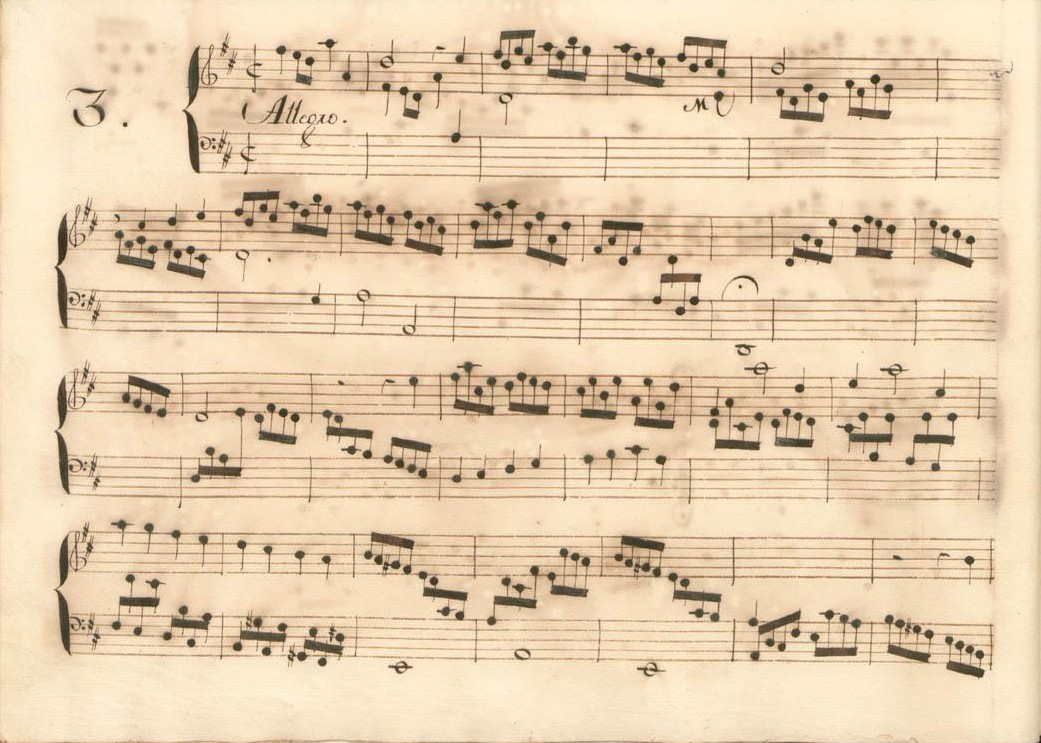
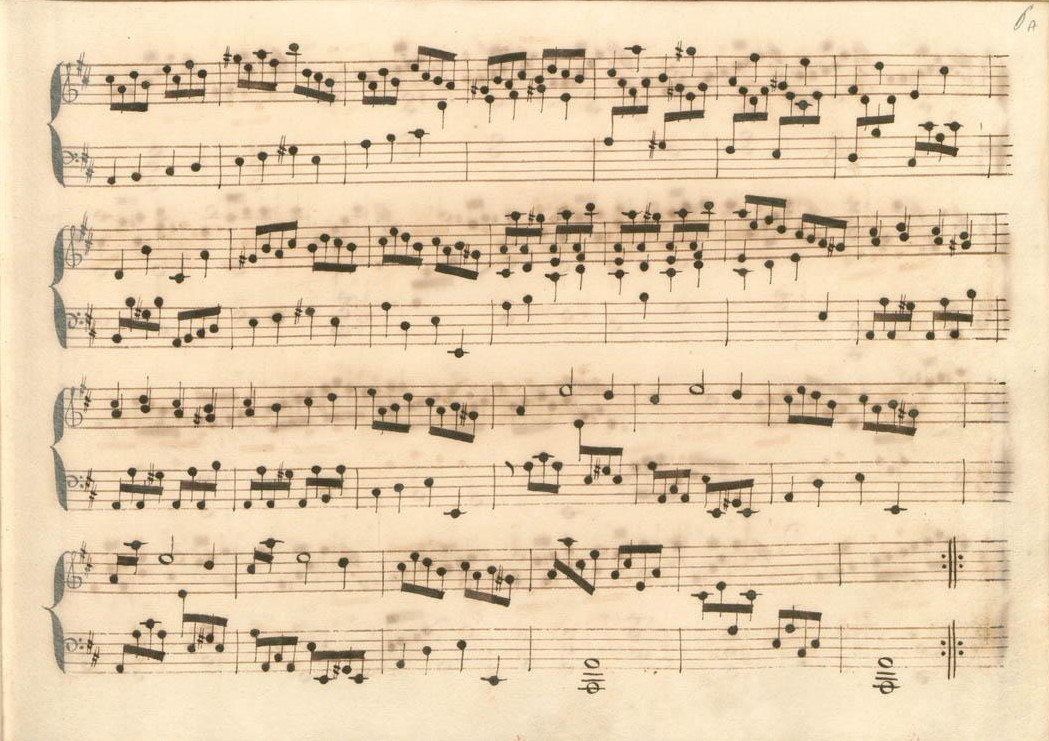
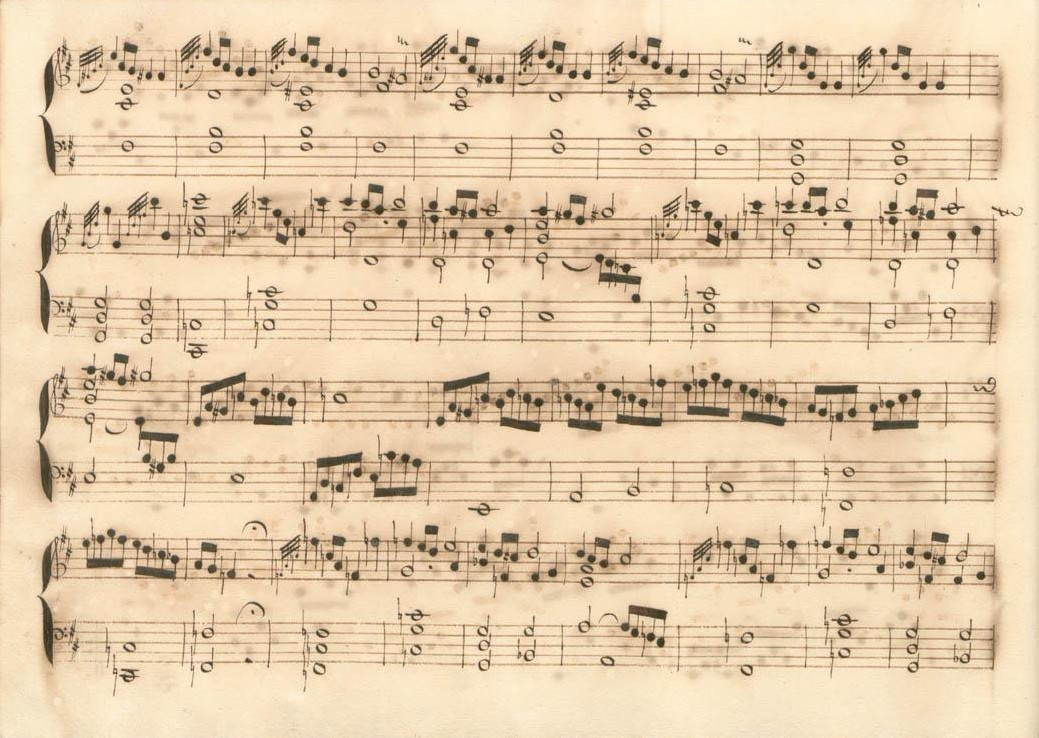
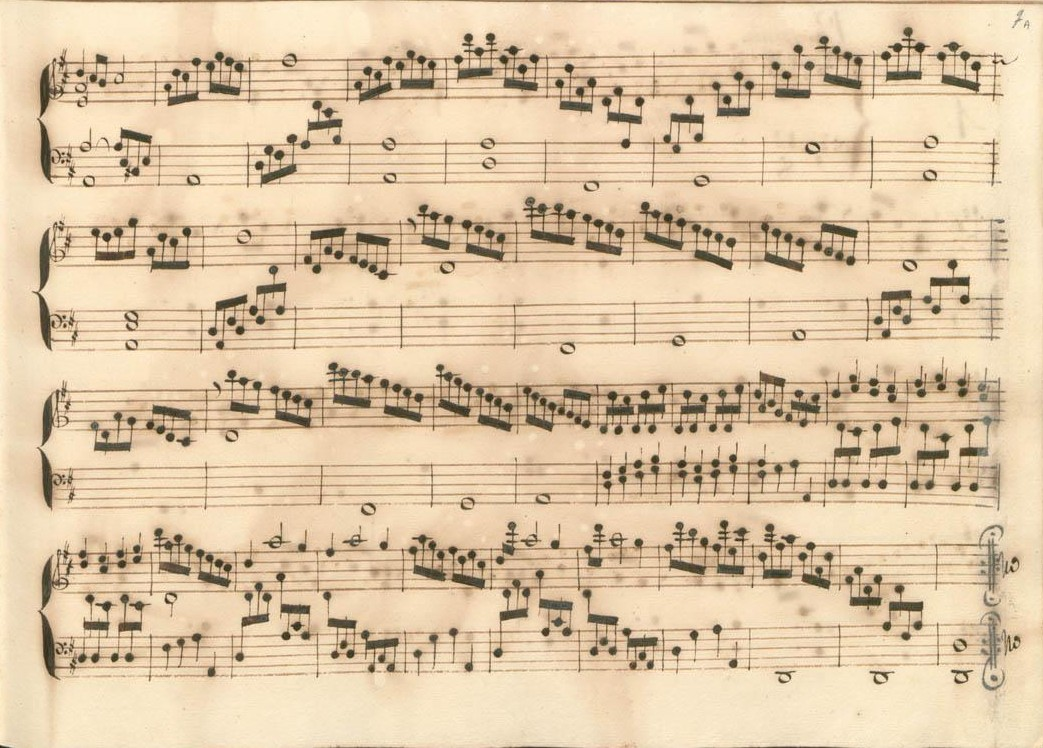

## Interprètes
La sonate K. 414 est défendue au piano, notamment par Carlo Grante (2013, Music & Arts, vol. 4), Sergio Monteiro (2017, Naxos, vol. 18) et Lucas Debargue (2019, Sony) ; au clavecin, elle est jouée par Scott Ross (1985, Erato), Andreas Staier (1996, Teldec), Richard Lester (2003, Nimbus, vol. 4) et Pieter-Jan Belder (Brilliant Classics, vol. 9).

## Sources
: document utilisé comme source pour la rédaction de cet article.
- Ralph Kirkpatrick (trad. de l'anglais par Dennis Collins), Domenico Scarlatti, Paris, Lattès, coll. « Musique et Musiciens », 1982 (1re éd. 1953 (en)), 493 p. (ISBN 978-2-7096-0118-4, OCLC 954954205, BNF 34689181).
- Alain de Chambure, « Domenico Scarlatti, Intégrale des sonates — Scott Ross », Erato/Éditions Costallat (2564-62092-2 (livret : 2292-45309-2)), 1985 (OCLC 891183737) .
- (en) Carlo Grante, « Domenico Scarlatti, intégrale des sonates pour clavier (vol. 4) », Music & Arts (CD-1293), 2016 (OCLC 1020680576) .